# 多田川 (宮城県)
多田川（ただがわ）は、宮城県を流れる一級河川鳴瀬川水系鳴瀬川の支流である。
流域は江合川と鳴瀬川にはさまれた細長い形状をなし、中・下流域は大崎平野の穀倉地帯となっている。
明治以降水害が多数発生し、数次にわたって改修事業が実施されてきた。主な被害は以下のとおり。1948年9月のアイオン台風で、大崎市矢ノ目付近で堤防が決壊。1986年8月の洪水で、冠水面積362ha、浸水家屋609戸、被害総額8億円以上。1991年9月の洪水で、冠水面積24ha、浸水家屋31戸。1992年10月の洪水で、冠水面積50ha、浸水家屋10戸。1997年6月の洪水で冠水面積301ha。2015年9月11日、平成27年台風第18号から変わった温帯低気圧の影響による増水で支流の渋井川の堤防が決壊し、約400世帯が浸水。

## 支流
- 長堀川 - 流路延長1.80km、流域面積20.2km2[4][5]
- 名蓋川 - 流路延長6.65km、流域面積24.9km2[4][5]
- 渋川 - 流路延長22.68km、流域面積33.2km2[4][5]
  - 境堀川 - 流路延長1.90km、流域面積2.8km2[4][5]
- 渋井川 - 流路延長7.88km、流域面積18.6km2[4][5]
- 大江川 - 流路延長3.40km、流域面積6.3km2[4][5]